# 阿帕季特
67°34′N 33°24′E / 67.567°N 33.400°E

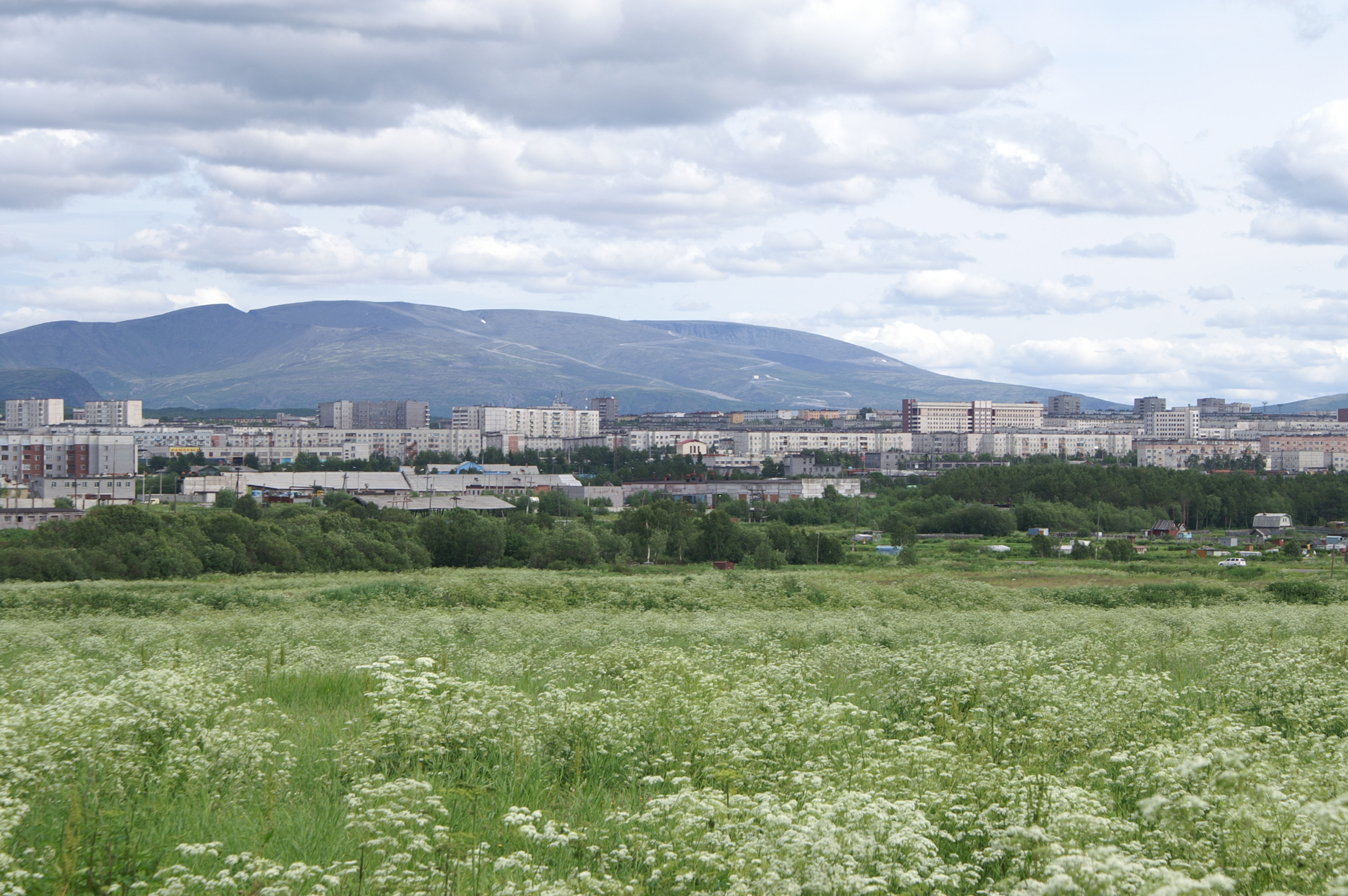
阿帕季特

阿帕季特（俄语：Апати́ты）意思是「磷灰石」，是俄羅斯摩爾曼斯克州的一個城市，位於科拉半島上。2002年時人口為64,405人，2010年時人口為59,672人。
1935年建城。1965年設市。

## 友好城市
和阿帕季特簽訂友好城市協議的城市有：
- 挪威阿爾塔[1]
- 瑞典布登市鎮
- 芬蘭凱明馬

1. ↑  . Alta municipality.   [April 26, 2012]. （原始内容存档于September 2, 2016） （挪威语）.